# SiN Episodes: Emergence
SiN Episodes: Emergence — компьютерная игра, шутер от первого лица, разработанный компанией Ritual Entertainment 10 мая 2006 года. SiN Episodes: Emergence сделана на том же движке Source, что и знаменитая Half-Life 2, и является продолжением игры SiN. По плану должно было выйти девять эпизодов, но из них вышел только первый.
После покупки Ritual компанией MumboJumbo и ухода нескольких ключевых разработчиков все последующие разработки Sin Episodes были отменены.

## Общие сведения
Изначально компания Ritual планировала выпускать по одному эпизоду раз в шесть месяцев. Каждый эпизод должен был стоить 19,95 долларов США. Время на прохождение каждого эпизода должно было составлять от четырёх до шести часов. Изначально игра вышла только для одного игрока, но впоследствии планировалось добавить возможность сетевой игры.
Одной из главных целей компании Ritual в SiN Episodes была согласованность действий, игровой процесс, управляемый персонажем, развивающийся искусственный интеллект и сюжет, отражающий сделанный игроком выбор через систему статистики, которая собирает информацию в единую базу данных: следующие серии SiN Episodes будут зависеть от выбора, который сделал каждый игрок. Таким образом, не определено, останутся ли особенности серий после возобновления разработки эпизодов.

## Игровой процесс
SiN Episodes построен на движке Source с использованием дополнительных технологий, разработанных компанией Ritual.
- Результат определяется сообществом

Ritual принимает решения, учитывая мнения игроков, для дальнейшего развития игры в будущих эпизодах; такая концепция возможна только в эпизодическом развитии. Если подавляющее большинство игроков, встав перед выбором, примут одинаковое решение, то будущие эпизоды могут быть направлены к этой цели. Ritual объясняет: «Если какая-либо особенность понравилась игрокам, то она может быть улучшена в игре, тогда как аспекты, не удовлетворяющие желаниям игроков, могут быть изменены, либо вовсе удалены». В то же время они говорят: «Мы понимаем, что досадно не увидеть „своего“ окончания, поэтому мы всё ещё определяем части игры, в которые эта особенность будет включена».
- Поверхности, состоящие из нескольких элементов

Движок Source не поддерживает элементы сложной составной структуры — другими словами, модель может быть составлена только из одной материи. Если объект (например, машина) включает в себя стекло, то он будет вести себя как металл, покрывающий корпус, или если добавить броню персонажу, она будет выглядеть как плоть, если не обозначить всю модель как металл. Ritual добавили технологию, чтобы облегчить эту систему и иметь разные типы материй на одной модели.
- Динамичная сложность

Благодаря персональной системе сложности, Sin Episodes адаптируется под уровень игрока и изменяет количество и сложность врагов в соответствии с возможностями игрока, чтобы убедиться в «проходимости» уровня для пользователя и помочь ему пройти всю игру. Ritual уверяют, что профессиональный игрок и новичок пройдут игру примерно за одно и то же время.

## Сюжет
Действия разворачиваются в городе Freeport — футуристическом мегаполисе с населением 27 000 000 человек. Freeport представляет собой смесь Нью-Йорка, Сан-Франциско и Токио. Области, представленные в Emergence, включают Freeport Docks, Supremacy Tower SinTEK и лабораторию по изготовлению наркотиков, принадлежащую Виктору Радеку, скрытую на борту выброшенного на берег старого нефтяного танкера.
Город сплошь наводнился криминальными структурами; не справившись с этим, городские власти предоставили возможность частным корпорациям на создание собственных служб безопасности. Одна из таких организаций — HardCorps, управляемая полковником Джоном Р. Блейдом.
Действия SiN Episodes происходят через 4 года после событий первого SiN.

### Основная игра
Джон Р. Блейд приходит в сознание в исследовательском центре SinTEK. Над ним, склонившись, разговаривают Виктор Радек и Элексис Синклер. После короткого диалога между ними Виктор Радек делает укол Блэйду (предположительно, наркотика U4). После укола в центр вламывается HardCorps. Джессика Кэннон помогает Блэйду выбраться из центра и увозит его на машине. Радеку и Элексис Синклер удаётся скрыться.
Джессика Кэннон решает попытать удачу и схватить Радека. Она отвозит Блейда к предпринимателю, который знает, где находится логово Радека. По пути Джон видит видение Элексис, плавающей в озере и соблазняющей его. Блейд встречается с предпринимателем, который говорит, где прячется Радек, однако в этот момент порт начинают штурмовать прибывшие наёмники SinTEK, и герою штурмом приходится пробиваться к лаборатории, где и создают опасный наркотик U4. В этом ему помогает Джессика и JC.
Пробравшись в лабораторию, Блейд видит эксперименты над наёмниками, которые под действием мутагенов превращаются в кровожадных мутантов. Отстреливаясь от солдат, он в конце концов сталкивается с Радеком, который говорит, что вколол Блейду не просто мутаген, а то, что в конце концов может сделать его богом. Его слова подтверждает и появившаяся голограмма Синклер. Радеку удаётся сбежать, перед этим запрограммировав лабораторию на самоуничтожение. Блейду приходится спасаться, по пути сталкиваясь с многочисленными мутантами, которые атакуют всех без разбора. В конце концов, ему удаётся сбежать через канализацию, однако попав на территорию стройки, он сталкивается с огромным гориллоподобным мутантом. После победы над ним за Блейдом приезжает Джессика, и они вместе врываются в башню SinTEK, надеясь наконец поймать Радека там.
Синклер, увидев прибывшего к ней Блейда и Джессику, насмехается над ними и насылает армию вооружённых до зубов наёмников. Джессика остаётся в коммуникационном центре, скачивая все данные о SinTEK, в которых может оказаться доказательство связи между Радеком и Синклер, тем самым у неё появится возможность скомпрометировать последнюю перед всем городом Freeport. Блейд тем временем штурмом пробирается на самый верхний этаж башни. Добравшись практически до самого его основания, Блейд видит вертолёт, на котором Радек угрожает ему, держа в плену Джессику. После просьбы голограммы Синклер дать Блейду то, что он хочет, Радек вкалывает Джессике мутаген и оставляет её герою, а сам улетает. Всё ещё намереваясь схватить его, Блейд продолжает пробиваться к основанию башни, но там он сталкивается с ещё одним огромным мутантом и вертолётом. После победы над ними за Блейдом прилетает вертолёт HardCorps и забирает его.
На этом игра заканчивается.

### Продолжение
В сцене перед титрами становится ясно, что вырвавшиеся из лаборатории мутанты начинают захватывать FreePort, а Джессика, тем временем, страдает от воздействия мутагена. JC просит у Блейда помощи спасти её. Дальнейшая судьба героев остаётся неизвестной.

## Саундтрек
Саундтрек был записан Заком Беликой, звукорежиссёром Ritual Entertainment, который также написал музыку к оригинальному SiN.

Обложка к альбому с саундтреками SiN Episodes:Emergence

| - «Emergence Theme — In Her Clutches» - «Jessica and JC» - «SinTek Checkpoint» - «Freeport Docks» - «Turbine» - «Enter the Tanker» - «Radek and Elexis» - «The Pit» - «Quadralex» - «Supremacy Tower» - «The Helicopter» - «Emergence Suite» - «What’s The World Come To» - «What’s The World Come To (SinTek remix)» - «Sin Episodes CD — Bonus Track» - «Sin Episodes CD — Bonus Track 2» |

## Критика
| Сводный рейтинг       | Сводный рейтинг |
| Агрегатор             | Оценка          |
| --------------------- | --------------- |
| GameRankings          | 75,27 %         |
| Русскоязычные издания |                 |
| Издание               | Оценка          |
| Absolute Games        | 63 %            |
| «PC Игры»             | 8,5 из 10       |
| «Страна игр»          | 7 из 10         |